# The End
《The End》是由英國搖滾樂團披頭四成員保羅·麥卡尼創作、收錄於專輯《艾比路》的1969年歌曲。（作品上是以藍儂-麥卡尼「Lennon–McCartney」的名義發表）

## 歌曲概要

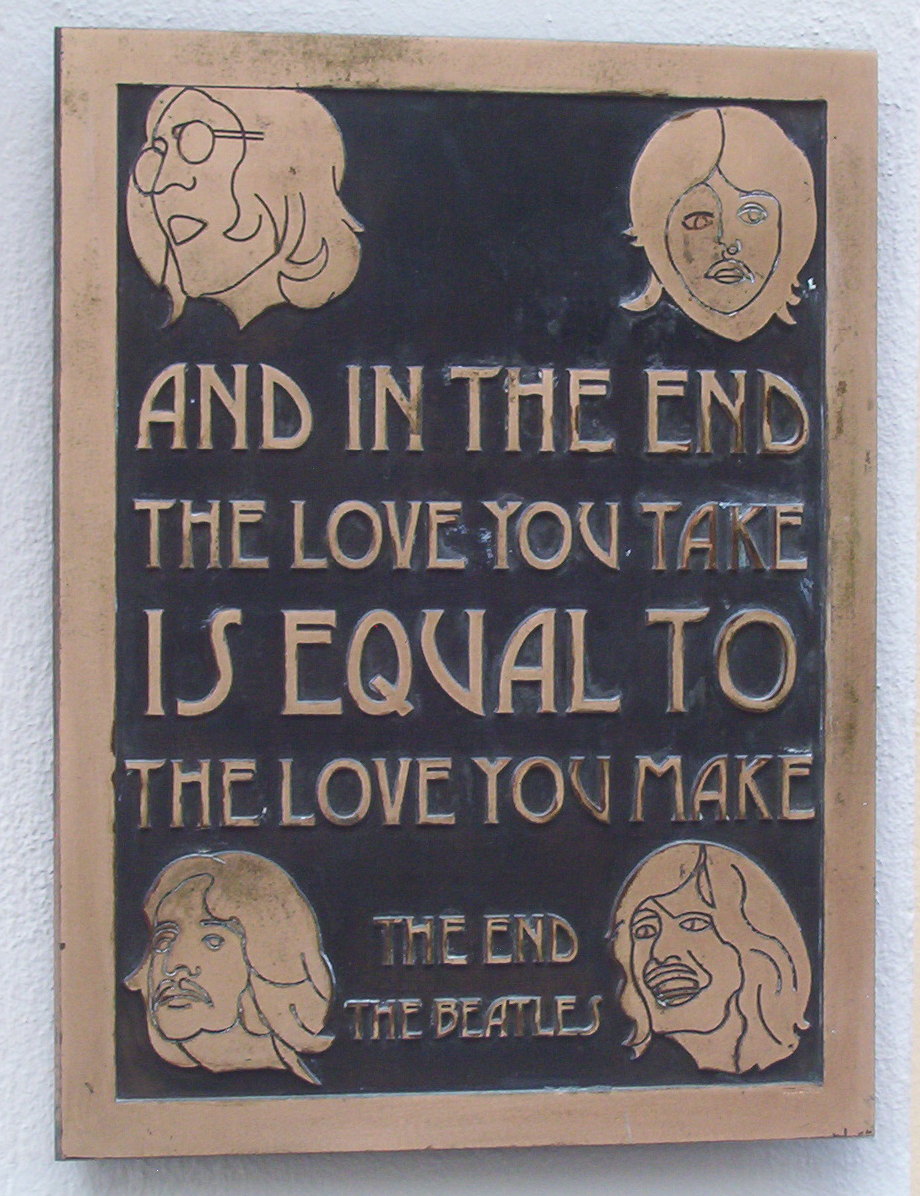
寫著《The End》歌詞「And in the end The love you take is equal to the love you make」的牌匾

《The End》的樂曲內容是由披頭四各自成員的獨奏演出。先由林哥·史達敲打的鼓花，在依序出現保羅·麥卡尼、喬治·哈里森、約翰·藍儂的吉他演奏。
麥卡尼在樂曲末段補上了「你付出多少、就得到多少愛」(The love you take , is equal to the love you make)的押韻字句，其靈感來自於戲劇家威廉·莎士比亞在一些個人劇作的結尾會加上押韻字句的手法。後續約翰·藍儂於1980年在《花花公子》上採訪時，表示：「這是一段很有序、哲學味的字句，再次證明只要麥卡尼想做的話，他總是想得到的。」
原先《The End》是預計排放在《艾比路》專輯的最後一首歌，而因另一首曲子《Her Majesty》在先前錄製時發生剪輯上錯誤、但產生出意想不到的絕妙音效效果，而改排放在《The End》後面成為《艾比路》的最終曲。
後續在2012年夏季奧林匹克運動會的開幕式上，保羅·麥卡尼亦演出了這首曲子。

## 演奏成員
- 保羅·麥卡尼：主唱、和聲、貝斯、鋼琴、開頭處吉他獨奏
- 喬治·哈里森：和聲、節奏吉他、主吉他、中段處吉他獨奏
- 約翰·藍儂：和聲、結尾處吉他獨奏
- 林哥·史達：鼓、合唱
- 喬治·馬丁：配器法

## 引用
- 《The End》在2006年動畫《快樂腳》由凱蒂蓮翻唱。